# Hohenstadt
Hohenstadt an der Alb je obec v Bádensku-Württembersku a patří do okresu Göppingen. Název se běžně zkracuje na Hohenstadt

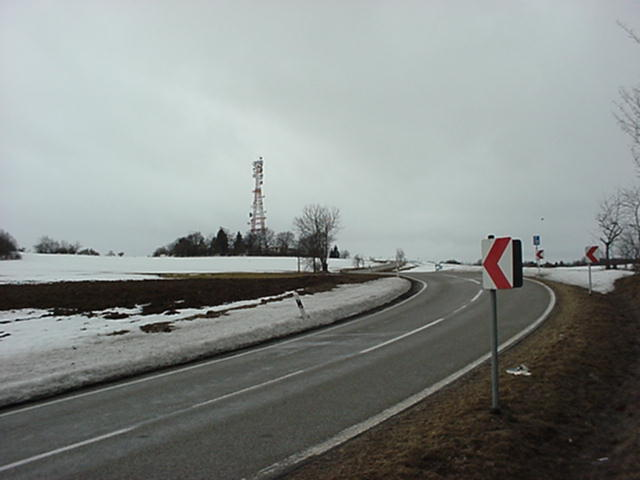
Pohled na retranslační věž směrem od obce Oberdrackenstein

## Zeměpisná poloha
Hohenstadt leží na pohoří Švábský Jura, nazývané také Švábská Alba přibližně 20 km jižně od okresního města Göppingen. Obec je se svou nadmořskou výškou 814 m n. m. nejvýše položenou obcí ve vládním obvodu (správním kraji) Stuttgart. Nejvyšší bod obce leží u místní části Weilerhöhe a má hodnotu 832 m n. m.

## Historie
Dříve spíš zemědělská obec se stává domovem nově příchozích z velkých okolních měst, pro které je velice výhodná poloha obce z hlediska dopravní obslužnosti a čistého životního prostředí.

## Vývoj počtu obyvatel
Počet obyvatel neustále mírně stoupá, v tabulce je uveden přehled od roku 1837 do roku 2004:
| Datum | Počet obyvatel |
| ----- | -------------- |
| 1837  | 373            |
| 1907  | 428            |
| 1939  | 421            |
| 1950  | 504            |
| 1970  | 471            |
| 1983  | 561            |
| 2005  | 725            |

## Doprava
Obec Hohenstadt je napojena pomocí zvláštního pomocného nájezdu na dálnici A8. Průběh dálnice v okolí obce má být v budoucnu optimalizován pomocí dvou tunelů a jednoho mostu, čímž částečně odpadne již tak minimální hlukové zatížení obce. Pod katastrem obce má vést tunel železniční rychlodráhy ze Stuttgartu do Ulmu.

## Kultura
Obec je v okolí proslavena svými masopustními průvody.

## Významné stavby
- Katolický kostel je dominantou obce
- Nad osadou Waltertal se nachází 137 metrů vysoká restranslační věž. Ocelovou příhradovou stavbu provedla americká armáda.